# Lukovičasti ječam
Lukovičasti ječam (stoklasica, lat. Hordeum bulbosum) je vrsta ječma porijeklom iz južne Europe, sjeverne Afrike, Bliskog istoka pa sve do Afganistana, s nekoliko naturaliziranih populacija u Sjevernoj Americi, Južnoj Americi i Australiji. Od 1970. godine koristi se u metodi (ili tehnici) Hordeum bulbosum za proizvodnju dvostruko haploidnih (DH) biljaka pšenice i ječma križanjem s T. aestivum ili H. vulgare, nakon čega slijedi eliminacija H. bulbosum kromosoma iz potomstva. Ove DH biljke su važne u uzgoju novih sorti pšenice i ječma, te u znanstvenim studijama. H. bulbosum se također razmatra kao izvor gena za otpornost na bolesti i druge osobine za poboljšanje usjeva ječma.

## Sinonimi
- Critesion bulbosum (L.) Á.Löve
- Hordeum brevicomum C.Presl
- Hordeum kaufmannii Regel
- Hordeum lineare Janka, 1867
- Hordeum lycium Boiss.
- Hordeum nodosum L.
- Hordeum nodosum Ucria
- Hordeum strictum Desf.
- Zeocriton nodosum (L.) P.Beauv.
- Zeocriton strictum (Desf.) P.Beauv.